# Barnevelder
Barnevelder è una razza di pollo olandese, molto allevata in patria, meno all'estero. Si tratta di una razza medio-pesante, a duplice attitudine, famosa per la sua colorazione tipica, bruna a doppia orlatura nera, varietà presente in pochissime razze. Prende il nome dalla città in cui è stata selezionata, Barneveld.

## Origini
La razza è stata creata nei dintorni della città olandese di Barneveld, utilizzando ovaiole locali e razze asiatiche, tra cui, secondo gli storici, Cocincina, Brahma e Langshan. Negli anni venti del ventesimo secolo i primi esemplari di Barnevelder raggiunsero la Gran Bretagna e altri paesi, attirando gli avicoltori grazie alla bellezza delle loro colorazioni.

## Caratteristiche morfologiche
È un pollo medio-pesante, di aspetto robusto ma slanciato. La testa è larga e di media lunghezza, dotata di una cresta semplice di piccole dimensioni portata diritta in entrambi i sessi. Gli occhi sono rotondi e grandi, con iride rosso arancio e palpebre chiare piuttosto spesse ed evidenti. Gli orecchioni sono di media grandezza e rossi. I bargigli sono mediamente grandi e ben arrotondati.
Il collo è abbastanza lungo e leggermente ricurvo. Il dorso è corto e largo e la codadi media lunghezza, portata ben spiegata. Le ali sono corto, portate leggermente sollevate e aderenti al corpo.
L'addome è largo e ben sviluppato. Le zampe sono mediamente lunghe e ben visibili. Il peso è di 3,500 kg nel maschio e di 3,000 nella femmina. La pelle è bianca.

## Colorazioni
La varietà di colore tipica è quella bruna a doppia orlatura nera, che è anche la più comune. Ben presto è stata selezionata anche la varietà bruna a doppia orlatura blu, simile alla precedente, tranne che per il colore blu che sostituisce il nero. Altre varietà sono la bianca, la nera, la blu e la bruna (queste ultime due riconosciute solo in Germania).

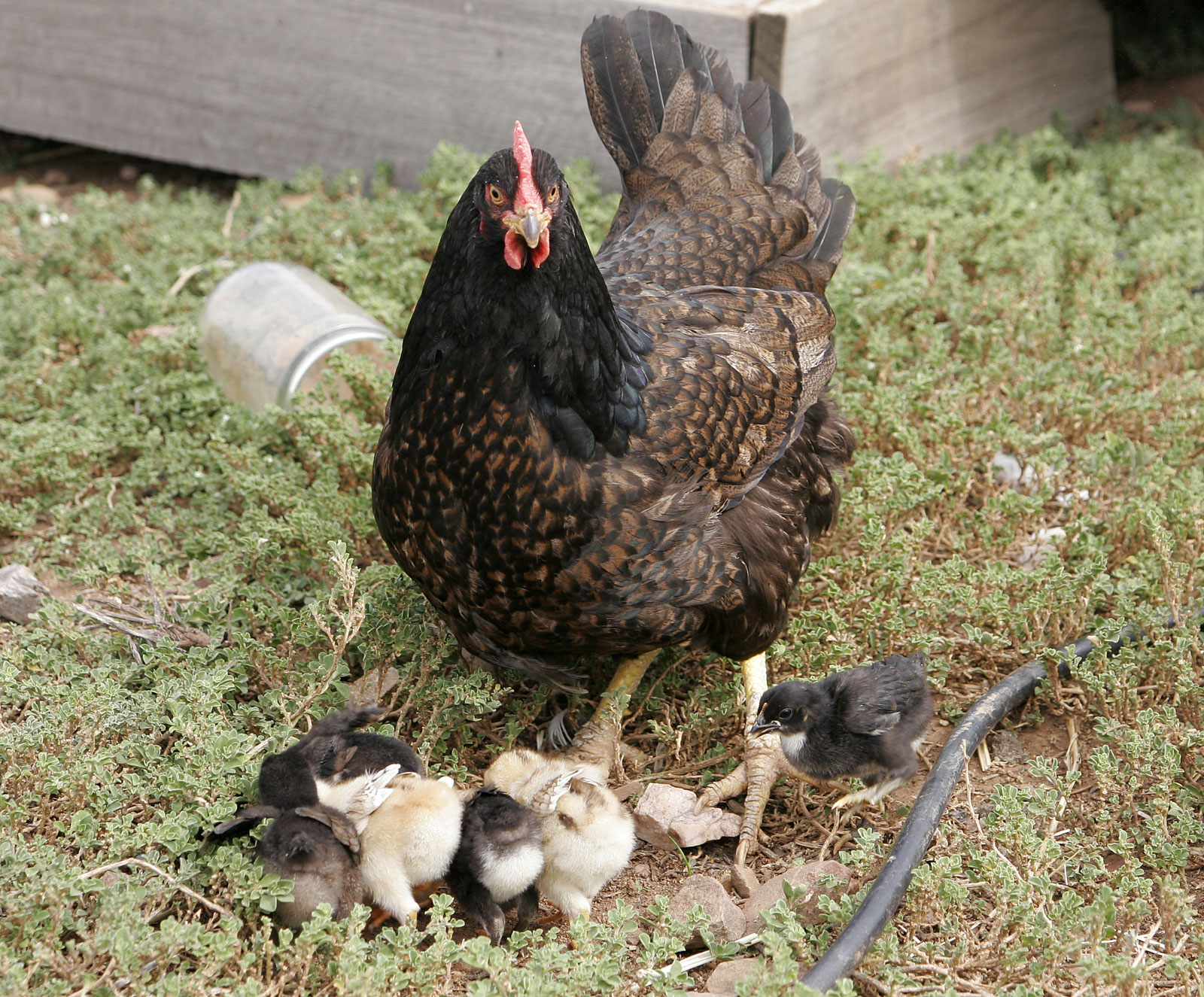
Chioccia Barnevelder nella varietà bruna a doppia orlatura nera con nidiata.

## Qualità
La razza è un'ottima ovaiola, oltre ad essere un ottimo pollo da carne grazie alla sua costituzione pesante. Sono uccelli docili e tranquilli, adatti a vivere in un recinto ed ottimi animali da compagnia. Non sono buoni volatori. La Barnevelder è molto soggetta al morbo di Marek, per cui va vaccinata contro questa malattia dal primo giorno di nascita. Le uova sono marrone scuro.